# Бачки-Ярок
Бачки-Ярок (серб. Бачки Јарак) — село в Сербії, належить до общини Темерін Південно-Бацького округу в багатоетнічному, автономному краю Воєводина.

## Населення
Населення села становить 3087 осіб (2002, перепис), з них:
- серби — 5838 — 96,51%;
- мадяри — 43 — 0,71%;
- хорвати — 30 — 0,49%;

Решту жителів  — з десяток різних етносів, зокрема: чорногорці, хорвати, словаки і зо два десятки русинів-українців.